# Peter Dietrich
Peter Dietrich (Neu-Isenburg, 6 marzo 1944) è un ex calciatore tedesco, di ruolo centrocampista.

## Palmarès

### Club

#### Competizioni nazionali
- Campionato tedesco: 2

Borussia Mönchengladbach: 1969-1970, 1970-1971